# Merionoeda basalis
Merionoeda basalis là một loài bọ cánh cứng trong họ Cerambycidae.